# Durfort-Lacapelette
Durfort-Lacapelette település Franciaországban, Tarn-et-Garonne megyében. Lakosainak száma 842 fő (2022. január 1.). Durfort-Lacapelette Cazes-Mondenard, Lafrançaise, Moissac, Montbarla, Montesquieu és Saint-Amans-de-Pellagal községekkel határos.

## Népesség
A település népességének változása:
| Lakosok száma | 851  | 874  | 952  | 847  | 834  | 841  | 841  | 843  | 842  |
|               | 2013 | 2015 | 2016 | 2017 | 2018 | 2019 | 2020 | 2021 | 2022 |